# KV49
A tumba KV49 (acrônimo de "King's Valley #49"), no Vale dos Reis em Egito, é apenas um corredor descendente (veja o site abaixo). Foi provavelmente uma tumba usada para restauração de múmias no período do Império Novo. Ela foi descoberta e escavada em 1906 por Edward Russell Ayrton conduzido por Theodore M. Davis.